# Danh sách đảo lớn nhất Việt Nam
Theo thống kê của Lê Đức An (1996) cho ra có 2.773 đảo ven bờ với tổng diện tích là 1.720,8754 km² và phân bố chủ yếu ở ven bờ biển vùng Đông Bắc (2.321 đảo). Trong khi đó, quần đảo Hoàng Sa và quần đảo Trường Sa là hai quần đảo xa bờ. Theo thống kê sơ bộ của Lê Đức An (1999), hai quần đảo này chỉ có 41 đảo (đảo san hô/cồn san hô) nhưng có 331 rạn san hô và 16 bãi ngầm.
Dưới đây là danh sách các đảo lớn nhất Việt Nam theo diện tích và theo dân số, danh sách này bao gồm cả các cù lao sông.

## Đảo lớn nhất theo diện tích
Danh sách này liệt kê các đảo và cù lao có diện tích trên 10 km² và có thể có thiếu sót
| Hạng | Tên                           | Hình ảnh | Diện tích (km²) | Tỉnh                  | Thành phần cấu thành |
| ---- | ----------------------------- | -------- | --------------- | --------------------- | --- |
| 1    | Cù lao Minh                   |          | 1.019           | Vĩnh Long, Bến Tre    | Bến Tre: huyện Chợ Lách, huyện Mỏ Cày Bắc, huyện Mỏ Cày Nam, huyện Thạnh Phú Vĩnh Long: huyện Long Hồ (xã An Bình, Bình Hòa Phước, Đồng Phú, Hòa Ninh)                                       |
| 2    | Cù lao Bảo                    |          | 862             | Bến Tre               | Thành phố Bến Tre, huyện Giồng Trôm, huyện Ba Tri, Huyện Châu Thành: xã An Hiệp, Hữu Định, Phước Thạnh, Qưới Thành, Sơn Hòa, Tam Phước, Tân Phú, Thành Triệu, Tiên Long, Tiên Thủy, Tường Đa |
| 3    | Đảo Phú Quốc                  |          | 580             | Kiên Giang            | Thành phố Phú Quốc (trừ xã Thổ Châu) |
| 4    | Cù lao An Hóa                 |          | 487             | Bến Tre               | Huyện Bình Đại (trừ xã Tam Hiệp) Huyện Châu Thành: xã An Hóa, An Khánh, An Phước, Giao Long, Phú An Hòa, Phú Đức, Phú Túc, Quới Sơn, Tân Thạch                                               |
| 5    | Cù lao Dung                   |          | 265             | Sóc Trăng             | Huyện Cù Lao Dung |
| 6    | Cù lao Lợi Quan               |          | 180             | Tiền Giang            | Huyện Tân Phú Đông (trừ xã Tân Thạnh) |
| 7    | Đảo Cái Bầu                   |          | 172             | Quảng Ninh            | Huyện Vân Đồn: thị trấn Cái Rồng, xã Đông Xá, Hạ Long, Bình Dân, Đoàn Kết, Đài Xuyên, Vạn Yên                                                                                                |
| 8    | Đảo Cát Bà                    |          | 100             | Hải Phòng             | Huyện Cát Hải: thị trấn Cát Bà, xã Gia Luận, Hiền Hào, Phù Long, Trân Châu, Việt Hải, Xuân Đám                                                                                               |
| 9    | Đảo Thạnh An                  |          | 97,5            | Thành phố Hồ Chí Minh | Xã Thạnh An (huyện Cần Giờ) |
| 10   | Đảo Trà Bản                   |          | 81              | Quảng Ninh            | Xã Bản Sen (huyện Vân Đồn) |
| 11   | Cù lao Tây                    |          | 80              | Đồng Tháp             | Huyện Thanh Bình: xã Tân Bình, Tân Hòa, Tân Huề, Tân Long, Tân Quới |
| 12   | Đảo Hoàng Tân                 |          | 67,5            | Quảng Ninh            | Xã Hoàng Tân (thị xã Quảng Yên) |
| 13   | Cù lao Long Thuận - Phú Thuận |          | 64              | Đồng Tháp             | Huyện Hồng Ngự: xã Long Thuận, Phú Thuận A, Phú Thuận B |
| 14   | Đảo Hà Nam                    |          | 60              | Quảng Ninh            | Thị xã Quảng Yên: phường Nam Hòa, Phong Cốc, Phong Hải, Yên Hải; xã Cẩm La, Liên Hòa, Liên Vị, Tiền Phong                                                                                    |
| 15   | Cù lao Giêng                  |          | 53              | An Giang              | Huyện Chợ Mới: xã Bình Phước Xuân, Mỹ Hiệp, Tấn Mỹ |
| 16   | Đảo Côn Sơn                   |          | 51,5            | Bà Rịa - Vũng Tàu     | Huyện Côn Đảo |
| 17   | Đảo Vĩnh Thực                 |          | 50              | Quảng Ninh            | Thành phố Móng Cái: xã Vĩnh Thực, Vĩnh Trung |
| 18   | Đảo Đồng Rui                  |          | 49              | Quảng Ninh            | Xã Đồng Rui (huyện Tiên Yên) |
| 19   | Đảo Cô Tô                     |          | 47              | Quảng Ninh            | Huyện Cô Tô: thị trấn Cô Tô, xã Đồng Tiến |
| 20   | Cù lao Dài                    |          | 47              | Vĩnh Long             | Huyện Vũng Liêm: xã Quới Thiện, Thanh Bình |
| 21   | Hòn Lớn                       |          | 46              | Khánh Hòa             | Xã Vạn Thạnh (huyện Vạn Ninh) |
| 22   | Cù lao Mây                    |          | 41              | Vĩnh Long             | Huyện Trà Ôn: xã Lục Sĩ Thành, Phú Thành |
| 23   | Cù lao Long Hựu               |          | 37,5            | Long An               | Huyện Cần Đước: xã Long Hựu Đông, Long Hựu Tây |
| 24   | Cù lao Hòa Minh               |          | 36              | Trà Vinh              | Huyện Châu Thành: xã Hòa Minh, Long Hòa |
| 25   | Cù lao Gò Gia                 |          | 34              | Thành phố Hồ Chí Minh | Xã Thạnh An (huyện Cần Giờ) |
| 26   | Cồn Tân Tây                   |          | 33              | Cần Thơ               | Phường Tân Lộc (quận Thốt Nốt) |
| 27   | Hòn Tre                       |          | 32,5            | Khánh Hòa             | Phường Vĩnh Nguyên (thành phố Nha Trang) |
| 28   | Đảo Gò Găng                   |          | 30              | Bà Rịa - Vũng Tàu     | Xã Long Sơn (thành phố Vũng Tàu) |
| 29   | Cù lao Long Khánh             |          | 29              | Đồng Tháp             | Huyện Hồng Ngự: xã Long Khánh A, Long Khánh B |
| 30   | Đảo Thanh Lân                 |          | 27              | Quảng Ninh            | Xã Thanh Lân (huyện Cô Tô) |
| 31   | Cù lao Ngũ Hiệp               |          | 27              | Tiền Giang            | Xã Ngũ Hiệp (huyện Cai Lây) |
| 32   | Đảo Cái Chiên                 |          | 25              | Quảng Ninh            | Xã Cái Chiên (huyện Hải Hà) |
| 33   | Đảo Thoi Xanh                 |          | 25              | Quảng Ninh            | Xã Cái Chiên (huyện Hải Hà) |
| 34   | Cù lao Tân Phong              |          | 25              | Tiền Giang            | Xã Tân Phong (huyện Cai Lây) |
| 35   | Cù lao An Phú                 |          | 24              | An Giang              | Huyện An Phú: thị trấn An Phú, xã Đa Phước, Vĩnh Hội Đông |
| 36   | Đảo Đầu Bê                    |          | 23              | Quảng Ninh            | |
| 37   | Đảo Cống Đỏ                   |          | 23              | Quảng Ninh            | |
| 38   | Cù lao Khánh Hòa              |          | 22              | An Giang              | Xã Khánh Hòa (huyện Châu Phú) |
| 39   | Cù lao Tân Thạnh              |          | 22              | Tiền Giang            | Xã Tân Thạnh (huyện Tân Phú Đông) |
| 40   | Đảo Long Sơn                  |          | 21,5            | Bà Rịa - Vũng Tàu     | Xã Long Sơn (thành phố Vũng Tàu) |
| 41   | Cù lao Mỹ Hòa Hưng            |          | 21              | An Giang              | Xã Mỹ Hòa Hưng (thành phố Long Xuyên) |
| 42   | Đảo Ba Mùn                    |          | 18              | Quảng Ninh            | |
| 43   | Đảo Vạn Cảnh                  |          | 17              | Quảng Ninh            | |
| 44   | Đảo Phú Quý                   |          | 17              | Bình Thuận            | Huyện Phú Quý |
| 45   | Cù lao Phong Nẫm              |          | 17              | Sóc Trăng             | Xã Phong Nẫm (huyện Kế Sách) |
| 46   | Cồn Ngang                     |          | 16              | Tiền Giang            | |
| 47   | Cồn Tân Thuận Đông            |          | 16              | Đồng Tháp             | Xã Tân Thuận Đông (thành phố Cao Lãnh) |
| 48   | Cù lao Chàm                   |          | 16              | Quảng Nam             | Xã Tân Hiệp (thành phố Hội An) |
| 49   | Cù lao Năng Gù                |          | 16              | An Giang              | Xã Bình Thủy (huyện Châu Phú) |
| 50   | Cù lao Tam Hiệp               |          | 14              | Bến Tre               | Xã Tam Hiệp (huyện Bình Đại) |
| 51   | Đảo Ngọc Vừng                 |          | 12              | Quảng Ninh            | |
| 52   | Cù lao Thới Sơn               |          | 12              | Tiền Giang            | Xã Thới Sơn (thành phố Mỹ Tho) |
| 53   | Cù lao Bạch Đằng              |          | 11              | Bình Dương            | Xã Bạch Đằng (thị xã Tân Uyên) |
| 54   | Đảo Cảnh Cước (Quan Lạn)      |          | 11              | Quảng Ninh            | Xã Quan Lạn, Minh Châu (huyện Vân Đồn) |
| 55   | Đảo Lại Sơn                   |          | 10,7            | Kiên Giang            | Xã Lại Sơn (huyện Kiên Hải) |
| 56   | Đảo Lý Sơn                    |          | 10              | Quảng Ngãi            | Huyện Lý Sơn |

## Đảo lớn nhất theo dân số
Danh sách này liệt kê các đảo và cù lao có dân số trên 1.000 người và có thể có thiếu xót
| Hạng | Tên                           | Hình ảnh | Dân số  | Tỉnh                  | Thành phần cấu thành |
| ---- | ----------------------------- | -------- | ------- | --------------------- | --- |
| 1    | Cù lao Minh                   |          | 599.431 | Vĩnh Long, Bến Tre    | Bến Tre: huyện Chợ Lách, huyện Mỏ Cày Bắc, huyện Mỏ Cày Nam, huyện Thạnh Phú Vĩnh Long: huyện Long Hồ (xã An Bình, Bình Hòa Phước, Đồng Phú, Hòa Ninh)                                       |
| 2    | Cù lao Bảo                    |          | 568.162 | Bến Tre               | Thành phố Bến Tre, huyện Giồng Trôm, huyện Ba Tri, Huyện Châu Thành: xã An Hiệp, Hữu Định, Phước Thạnh, Qưới Thành, Sơn Hòa, Tam Phước, Tân Phú, Thành Triệu, Tiên Long, Tiên Thủy, Tường Đa |
| 3    | Cù lao An Hóa                 |          | 255.505 | Bến Tre               | Huyện Bình Đại (trừ xã Tam Hiệp) Huyện Châu Thành: xã An Hóa, An Khánh, An Phước, Giao Long, Phú An Hòa, Phú Đức, Phú Túc, Quới Sơn, Tân Thạch                                               |
| 4    | Cù lao Quận 4                 |          | 175.329 | Thành phố Hồ Chí Minh | Quận 4 |
| 5    | Đảo Phú Quốc                  |          | 135.287 | Kiên Giang            | Thành phố Phú Quốc (trừ xã Thổ Châu) |
| 6    | Cù lao thứ 1 thuộc quận 8(1)  |          | 110.651 | Thành phố Hồ Chí Minh | Quận 8: phường 8, 9, 10, 11, 12, 13 |
| 7    | Cù lao Dung                   |          | 63.886  | Sóc Trăng             | Huyện Cù Lao Dung |
| 8    | Cù lao Giêng                  |          | 57.011  | An Giang              | Huyện Chợ Mới: xã Bình Phước Xuân, Mỹ Hiệp, Tấn Mỹ |
| 9    | Cù lao Tây                    |          | 56.649  | Đồng Tháp             | Huyện Thanh Bình: xã Tân Bình, Tân Hòa, Tân Huề, Tân Long, Tân Quới |
| 10   | Cù lao Long Thuận - Phú Thuận |          | 52.077  | Đồng Tháp             | Huyện Hồng Ngự: xã Long Thuận, Phú Thuận A, Phú Thuận B |
| 11   | Đảo Hà Nam                    |          | 47.018  | Quảng Ninh            | Thị xã Quảng Yên: phường Nam Hòa, Phong Cốc, Phong Hải, Yên Hải; xã Cẩm La, Liên Hòa, Liên Vị, Tiền Phong                                                                                    |
| 12   | Cù lao Lợi Quan               |          | 40.501  | Tiền Giang            | Huyện Tân Phú Đông (trừ xã Tân Thạnh) |
| 13   | Cù lao An Phú                 |          | 38.000  | An Giang              | Huyện An Phú: thị trấn An Phú, xã Đa Phước, Vĩnh Hội Đông |
| 14   | Cù lao Bình Qưới - Thanh Đa   |          | 31.129  | Thành phố Hồ Chí Minh | Quận Bình Thạnh: phường 27, 28 |
| 15   | Đảo Phú Quý                   |          | 30.971  | Bình Thuận            | Huyện Phú Quý |
| 16   | Cồn Tân Tây                   |          | 30.595  | Cần Thơ               | Phường Tân Lộc (quận Thốt Nốt) |
| 17   | Cù lao Long Khánh             |          | 30.154  | Đồng Tháp             | Huyện Hồng Ngự: xã Long Khánh A, Long Khánh B |
| 18   | Đảo Cái Bầu                   |          | 28.090  | Quảng Ninh            | Huyện Vân Đồn: thị trấn Cái Rồng, xã Đông Xá, Hạ Long, Bình Dân, Đoàn Kết, Đài Xuyên, Vạn Yên                                                                                                |
| 19   | Cù lao Khánh Hòa              |          | 25.151  | An Giang              | xã Khánh Hòa (huyện Châu Phú) |
| 20   | Cù lao Hòa Minh               |          | 22.990  | Trà Vinh              | Huyện Châu Thành: xã Hòa Minh, Long Hòa |
| 21   | Cù lao Long Hựu               |          | 22.313  | Long An               | Huyện Cần Đước: xã Long Hựu Đông, Long Hựu Tây |
| 22   | Đảo Lý Sơn                    |          | 22.174  | Quảng Ngãi            | Huyện Lý Sơn |
| 23   | Cù lao Mỹ Hòa Hưng            |          | 21.851  | An Giang              | Xã Mỹ Hòa Hưng (thành phố Long Xuyên) |
| 24   | Cù lao Dài                    |          | 21.424  | Vĩnh Long             | Huyện Vũng Liêm: xã Quới Thiện, Thanh Bình |
| 25   | Cù lao thứ 2 thuộc quận 8(1)  |          | 20.672  | Thành phố Hồ Chí Minh | Quận 8: phường 14 |
| 26   | Cù lao Mây                    |          | 19.084  | Vĩnh Long             | Huyện Trà Ôn: xã Lục Sĩ Thành, Phú Thành |
| 27   | Cù lao Năng Gù                |          | 17.649  | An Giang              | Xã Bình Thủy (huyện Châu Phú) |
| 28   | Cù lao Vĩnh Thanh Vân         |          | 16.828  | Kiên Giang            | Phường Vĩnh Thanh Vân (thành phố Rạch Giá) |
| 29   | Cù lao Ngũ Hiệp               |          | 16.117  | Tiền Giang            | Xã Ngũ Hiệp (huyện Cai Lây) |
| 30   | Cù lao Phố                    |          | 15.468  | Đồng Nai              | Phường Hiệp Hòa (thành phố Biên Hòa) |
| 31   | Đảo Cát Hải                   |          | 14.381  | Hải Phòng             | Huyện Cát Hải: thị trấn Cát Hải, xã Đồng Bài, Hoàng Châu, Nghĩa Lộ, Văn Phong |
| 32   | Cù lao Vĩnh Trường            |          | 14.351  | An Giang              | Xã Vĩnh Trường (huyện An Phú) |
| 33   | Đảo Cát Bà                    |          | 13.129  | Hải Phòng             | Huyện Cát Hải: thị trấn Cát Bà, xã Gia Luận, Hiền Hào, Phù Long, Trân Châu, Việt Hải, Xuân Đám                                                                                               |
| 34   | Cù lao Tân Phong              |          | 12.594  | Tiền Giang            | Xã Tân Phong (huyện Cai Lây) |
| 35   | Đảo Hạ Lý                     |          | 12.135  | Hải Phòng             | Phường Hạ Lý (quận Hồng Bàng) |
| 36   | Cù lao thứ 5 thuộc quận 8(1)  |          | 12.000  | Thành phố Hồ Chí Minh | Quận 8: phường 15 |
| 37   | Đảo Long Sơn                  |          | 11.151  | Bà Rịa - Vũng Tàu     | Xã Long Sơn (thành phố Vũng Tàu) |
| 38   | Đảo Lại Sơn                   |          | 8.363   | Kiên Giang            | Xã Lại Sơn (huyện Kiên Hải) |
| 39   | Đảo Nam Du                    |          | 8.033   | Kiên Giang            | Xã An Sơn (huyện Kiên Hải) |
| 40   | Đảo Côn Sơn                   |          | 8.000   | Bà Rịa - Vũng Tàu     | Huyện Côn Đảo |
| 41   | Cù lao thứ 3 thuộc quận 8(1)  |          | 8.000   | Thành phố Hồ Chí Minh | Quận 8: phường 15 |
| 42   | Cù lao thứ 4 thuộc quận 8(1)  |          | 8.000   | Thành phố Hồ Chí Minh | Quận 8: phường 15 |
| 43   | Cồn Tân Thuận Đông            |          | 7.000   | Đồng Tháp             | Xã Tân Thuận Đông (thành phố Cao Lãnh) |
| 44   | Cù lao Bạch Đằng              |          | 6.390   | Bình Dương            | Xã Bạch Đằng (thị xã Tân Uyên) |
| 45   | Cù lao Thới Sơn               |          | 5.574   | Tiền Giang            | Xã Thới Sơn (thành phố Mỹ Tho) |
| 46   | Cù lao Phong Nẫm              |          | 5.087   | Sóc Trăng             | Xã Phong Nẫm (huyện Kế Sách) |
| 47   | Đảo Bình Ba                   |          | 5.000   | Khánh Hòa             | Xã Cam Bình (thành phố Cam Ranh) |
| 48   | Cù lao Tân Thạnh              |          | 4.963   | Tiền Giang            | Xã Tân Thạnh (huyện Tân Phú Đông) |
| 49   | Đảo Thạnh An                  |          | 4.530   | Thành phố Hồ Chí Minh | Xã Thạnh An (huyện Cần Giờ) |
| 50   | Hòn Tre                       |          | 4.350   | Kiên Giang            | Xã Hòn Tre (huyện Kiên Hải) |
| 51   | Đảo Hoàng Tân                 |          | 4.027   | Quảng Ninh            | Xã Hoàng Tân (thị xã Quảng Yên) |
| 52   | Hòn Ngang                     |          | 4.000   | Kiên Giang            | Xã Nam Du (huyện Kiên Hải) |
| 53   | Đảo Vĩnh Thực                 |          | 3.688   | Quảng Ninh            | Thành phố Móng Cái: xã Vĩnh Thực, Vĩnh Trung |
| 54   | Cù lao Tam Hiệp               |          | 3.637   | Bến Tre               | Xã Tam Hiệp (huyện Bình Đại) |
| 55   | Đảo Cảnh Cước (Quan Lạn)      |          | 3.564   | Quảng Ninh            | Xã Quan Lạn, Minh Châu (huyện Vân Đồn) |
| 56   | Hòn Miễu                      |          | 3.000   | Khánh Hòa             | Thôn Trí Nguyên, phường Vĩnh Nguyên (thành phố Nha Trang) |
| 57   | Đảo Đồng Rui                  |          | 2.900   | Quảng Ninh            | Xã Đồng Rui (huyện Tiên Yên) |
| 58   | Đảo Cô Tô                     |          | 2.895   | Quảng Ninh            | Huyện Cô Tô: thị trấn Cô Tô, xã Đồng Tiến |
| 59   | Cù lao Xanh                   |          | 2.300   | Bình Định             | Xã Nhơn Châu (thành phố Quy Nhơn) |
| 60   | Cù lao Rùa                    |          | 2.298   | Bình Dương            | Xã Thạnh Hội (thị xã Tân Uyên) |
| 61   | Cù lao Chàm                   |          | 2.091   | Quảng Nam             | Xã Tân Hiệp (thành phố Hội An) |
| 62   | Đảo Tuần Châu                 |          | 2.000   | Quảng Ninh            | |
| 63   | Đảo Bình Hưng                 |          | 1.800   | Khánh Hòa             | Xã Cam Bình (thành phố Cam Ranh) |
| 64   | Hòn Mấu                       |          | 1.500   | Kiên Giang            | Xã Nam Du (huyện Kiên Hải) |
| 65   | Hòn Tre                       |          | 1.500   | Khánh Hòa             | Phường Vĩnh Nguyên (thành phố Nha Trang) |
| 66   | Đảo Trà Bản                   |          | 1.100   | Quảng Ninh            | Xã Bản Sen (huyện Vân Đồn) |

Chú thích
1. Dải đất nằm giữa kênh Đôi và kênh Tàu Hũ bị chia cắt thành 5 dải đất nhỏ giống như 5 cù lao.